# Matinha (Feira de Santana)

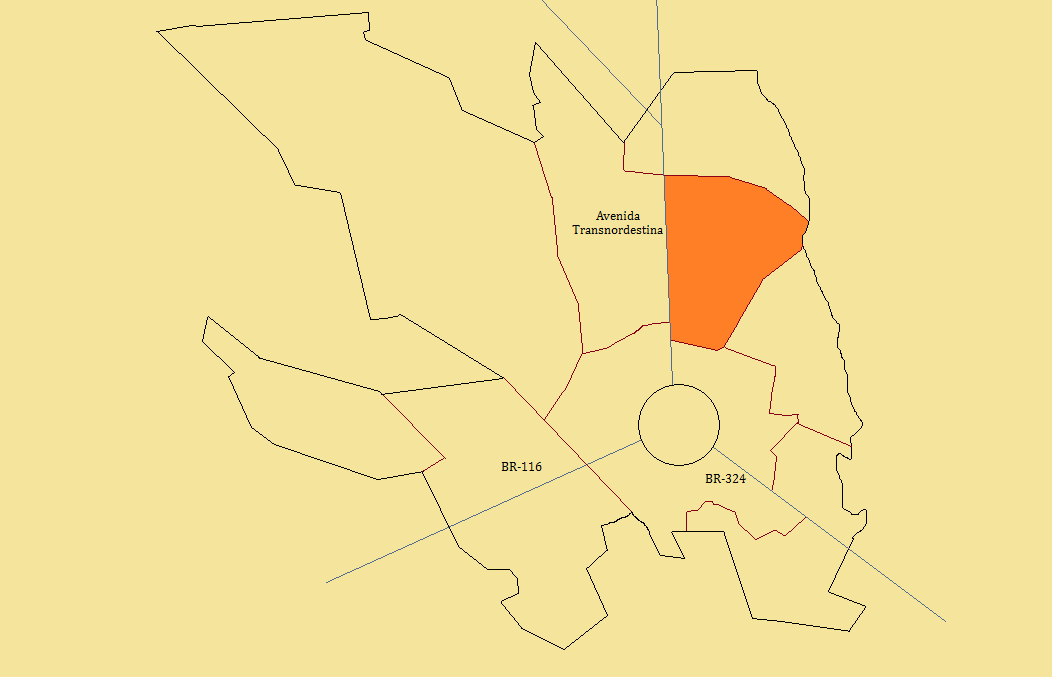
Localização do distrito, em cor laranja.

Matinha é um distrito do município de Feira de Santana, localizado a leste da BR 116 Norte. Passou de povoado do distrito de Maria Quitéria a distrito de Feira de Santana em 2008. 
O distrito abriga 15 povoados: Olhos D’Águas das Moças, Candeal II, Santa Quitéria, Moita Onça, Vila Menilha (Salgada), Baixão, Sítio do Padre, Tanquinho, Genipapo II, Alto do Tanque, Alto do Canuto, Alecrim Miúdo, Jacu, Capoeira do Rosário e Candeia Grossa.
A sede do distrito, a comunidade Quilombola Matinha dos Pretos, foi reconhecida pela Fundação Cultural Palmares como comunidade Quilombola em 2016.